# Иван Иванов (генерал, пехота)
Вижте пояснителната страница за други личности с името Иван Иванов.
Иван Христов Иванов е български офицер, генерал-майор от пехотата, офицер от Казанлъшката дружина през Сръбско-българската война (1885).

## Биография
Иван Иванов е роден на 7 септември 1863 г. в Свищов, Османска империя. През 1883 г. завършва с 4-ти випуск на Военното на Негово Княжеско Височество училище и на 30 август е произведен в чин подпоручик. Взема участие в Сръбско-българската война (1885), като съгласно заповед № 1 по народната войска на Южна България относно мерките за мобилизация и защита на Съединението от 7 септември 1885 г. е причислен към Казънлъшката дружина. На 24 февруари 1886 г. е произведен в чин поручик. Служи в Свищовска №15 пеша дружина, след което е на служба в 1-ви пехотен софийски полк, като през 1888 г. е произведен в чин капитан.
През 1891 г. като капитан от 1-ви пехотен софийски полк е командирован да следва финансови науки в Свободното училище за политически и икономически науки в Париж. През 1892 г. е приведен в Академията на генералния щаб в Торино, Италия, която завършва през 1894 година. След завръщането си, през 1895 г. е произведен в чин майор.
На 14 февруари 1900 г. е произведен в чин подполковник, а на 14 февруари 1904 в чин полковник. Служи като началник на Силистренския постоянен гарнизон, след което е командир на 1-ва бригада от 7-а пехотна македонска дивизия. През 1912 г. е уволнен от служба. След войните на 2 август 1913 е произведен в чин генерал-майор.
Генерал-майор Иван Иванов умира на 19 март 1925 година.

## Военни звания
- Подпоручик (30 август 1883)
- Поручик (24 март 1886)
- Капитан (1888)
- Майор (1895)
- Подполковник (14 февруари 1900)
- Полковник (14 февруари 1904)
- Генерал-майор (2 август 1913)

## Образование
- Военно на Негово Величество училище (до 1883)
- Свободно училище за политически и икономически науки в Париж, Франция (1891 – 1892)
- Академия на генералния щаб в Торино, Италия (1892 – 1894)